# إزاحة افتراضية

بالنسبة لمسار الجسيم والسحب الافتراضي ، عند المركز, الوقت، تكون الإزاحة الافتراضية 。 ويكون مركزا البداية والنهاية لكلا المسارين عند و على التوالي.

إن الإزاحة الافتراضية {\displaystyle \delta \mathbf {r} _{i}\,} «هي تغير مفترض متناهي الصغر في إحداثيات النظام يحدث أثناء ثبوت الزمن. وسميت افتراضية وليست حقيقة لأنه يستحيل أن تحدث إزاحة فعلية دون مرور زمن.»:263
في علم المصطلحات الحديث، تكون الإزاحة الافتراضية هي متجه المماس لمتعدد الشعب الذي يمثل القيود عند زمن محدد. وبخلاف الإزاحة العادية التي تنشأ عن التفاضل فيما يتعلق بمعامل الزمن {\displaystyle t\,} عبر مسار الحركة (وبهذا يتم التوجيه في اتجاه الحركة), تنشأ الإزاحة الافتراضية عن التفاضل المتعلق بالمعامل {\displaystyle \epsilon \,} لترقيم مسارات الحركة المتغيرة بطريقة تتسق مع القيود (وبهذا يتم التوجيه نحو زمن ثابت في اتجاه المماس إلى متعدد الشعب المقيد). ويستخدم الرمز {\displaystyle \delta \,} بصورة تقليدية للدلالة على الاشتقاق المقابل {\displaystyle \textstyle {\partial  \over {\partial \epsilon }}{\big |}_{\epsilon =0}\,}.
إن التفاضل الكامل لأي مجموعة من ممسات مركز النظام, {\displaystyle \mathbf {r} _{i}\,}، التي هي دوال لمتغيرات أخرى, {\displaystyle \lbrace q_{1},q_{2},...,q_{m}\rbrace \,}, ويمكن التعبير عن الزمن {\displaystyle t\,} بالطريقة التالية::264
{\displaystyle d\mathbf {r} _{i}={\frac {\partial \mathbf {r} _{i}}{\partial t}}dt+\sum _{j=1}^{m}{\frac {\partial \mathbf {r} _{i}}{\partial q_{j}}}dq_{j}\,}
وبدلاً من ذلك، إذا كنا نريد الإزاحة الافتراضية (الإزاحة التفاضلية الافتراضية), فإن:265
{\displaystyle \delta \mathbf {r} _{i}=\sum _{j=1}^{m}{\frac {\partial \mathbf {r} _{i}}{\partial q_{j}}}\delta q_{j}\,}
تستخدم تلك المعادلة في ميكانيك لاغرانج لتربط الإحداثيات المعممة, {\displaystyle q_{j}\,}, بـ الشغل الافتراضي, {\displaystyle \delta W\,}, والقوى المعممة, {\displaystyle Q_{j}\,}.
في الميكانيكا التحليلي] يكون مفهوم الإزاحة الافتراضية، المرتبط بمفهوم الشغل الافتراضي , مفيدًا فقط عند مناقشة عنصر نظام فيزيائي بالنسبة للقيود على حركته.[بحاجة لمصدر] وهناك حالة خاصة للإزاحة الموحلة في الصغر (يرمز إليها دائمًا بـ {\displaystyle d\mathbf {r} \,}), تشير الإزاحة الافتراضية (رمزها {\displaystyle \delta \mathbf {r} \,}) إلى تغير موحل في الصغر في إحداثيات مركز النظام بحيث تظل القيود مستوفاة.[بحاجة لمصدر]
فعلى سبيل المثال، إذا كانت حبة مقيدة بالحركة في طوق، فيمكن تمثيل موضعها بإحداثي الموضع {\displaystyle \theta \,}, الذي يعطي الزاوية التي توجد عندها الحبة. ولنقل إن الحبة توجد بأعلى. فعند تحريك الحبة إلى أعلى مباشرةً من ارتفاعها {\displaystyle z\,} إلى ارتفاع {\displaystyle z+dz\,} قد يمثل إزاحة موحلة في الصغر ممكنة، ولكنه قد يخترق القيد. إن الإزاحة الافتراضية الوحيدة الممكنة هي الإزاحة من مركز الحبة, {\displaystyle \theta \,} إلى مركز جديد {\displaystyle \theta +\delta \theta \,}[بحاجة لمصدر] (حيث قد تكون {\displaystyle \delta \theta \,} موجبة أو سالبة).
يجب أيضًا أن نلاحظ أن الإزاحة الافتراضية هي إزاحات مكانية على وجه التحديد - الزمن يكون ثابتًا أثناء حدوث الإزاحة الافتراضية. فعند حساب التفاضلات الافتراضية لكميات هي دوال لإحداثيات المكان والزمن, فلن يتم اعتبار الاعتماد على الزمن (مساويًا رسميًا لـ {\displaystyle \delta t=0\,}).